# Masayuki Matsunaga
Masayuki Matsunaga (n. 23 martie 1970, Prefectura Osaka, Japonia) este un gimnast artistic ce a reprezentat Japonia, medaliat olimpic. A participat la o ediție a Jocurilor Olimpice (1992) în care a câștigat două medalii de bronz.